# گال نوو
گال نوو (به انگلیسی: Gal Nevo) (زادهٔ ۲۹ ژوئن ۱۹۸۷) شناگر اهل اسرائیل است.